# 횡성 풍수원성당 구 사제관
횡성 풍수원성당 구 사제관(橫城 豊水院 聖堂 舊 司祭館)은 대한민국 강원특별자치도 횡성군 서원면에 있는 일제강점기의 건축물이다. 2005년 4월 15일 대한민국의 국가등록문화재 제163호로 지정되었다.

## 개요
현재 성당은 1896년 제2대 주임으로 부임한 정규하(아우구스티노) 신부는 중국인 기술자들과 함께 현재의 성당을 1905년에 착공해서 1907년에 준공했고 2년 뒤인 1909년에 낙성식을 거행한 것으로, 한국인 신부가 지은 첫 번째 성당이고 한국에서 네 번째로 지어진 것이다. 이중 사제관은 1912년 착공 1913년10월1일 준공한 것으로 1998년 전시관으로 개조하였다.
외벽이 원형을 유지한 상태에서 창호, 바닥, 지붕의 교체가 있었으며, 1997년 수리 후 현재 유물전시관으로 사용 중이다.

## 같이 보기
- 횡성 풍수원 천주교회

## 참고 자료
- 횡성 풍수원성당 구 사제관 - 국가유산청 국가유산포털